# Đoan Hoa
Đoan Hoa (tiếng Mãn: ᡩᡠᠸᠠᠨᡥᡡᠸᠠ, Möllendorff: Duwanhūwa, Abkai: Duwanhvwa, tiếng Trung: 端華; 1807 – 1861) là một hoàng thân của nhà Thanh trong lịch sử Trung Quốc, người thừa kế 1 trong 12 tước vị Thiết mạo tử vương, đồng thời là 1 trong 8 vị Cố mệnh Bát đại thần của Hàm Phong Đế.

## Cuộc đời
Đoan Hoa sinh vào giờ Hợi, ngày 10 tháng 10 (âm lịch) năm Gia Khánh thứ 12 (1807), trong gia tộc Ái Tân Giác La. Ông là con trai thứ ba của Trịnh Thận Thân vương Ô Nhĩ Cung A, mẹ ông là Trắc Phúc tấn Hồ Giai thị (瑚佳氏). Ông còn 1 người em trai là Đại học sĩ, Hộ bộ Thượng thư Túc Thuận (肅順), người đứng đầu nhóm Cố mệnh Bát đại thần.
Năm Đạo Quang thứ 5 (1825), ông được phong làm Phụ quốc Tướng quân. Năm thứ 26 (1846), phụ thân ông qua đời, ông được tập tước Trịnh Thân vương đời thứ 13. Không lâu sau ông được phong làm Tổng lý Hành dinh sự vụ Đại thần (總理行營事務大臣) kiêm Ngự tiền đại thần.
Sau khi Hàm Phong Đế kế vị, ông nhậm Lĩnh thị vệ Nội đại thần. Năm Hàm Phong thứ 11 (1861), ở Hành cung Nhiệt Hà, Hàm Phong Đế di chiếu mệnh ông, Túc Thuận, Di Thân vương Tái Viên và 5 vị đại thần khác cùng nhau phò trợ, nhiếp chính cho Hoàng thái tử Tải Thuần, sử gọi là Cố mệnh Bát đại thần.
Sau khi Tải Thuần kế vị, tức Đồng Trị Đế, Lưỡng cung Thái hậu cùng Cung Thân vương Dịch Hân (Hoàng tử thứ 6 của Đạo Quang Đế) và Thuần Quận vương Dịch Hoàn (Hoàng tử thứ 7 của Đạo Quang Đế) phát động Tân Dậu Chính biến (辛酉政變) nhằm đoạt lại quyền nhiếp chính từ tay nhóm Bát đại thần. Sau khi chính biến kết thúc, ông và Tái Viên bị cách tước và ban cho tự sát, còn em trai ông Túc Thuận bị chém đầu thị chúng.

## Gia quyến

### Thê thiếp
- Đích Phúc tấn: Nữu Hỗ Lộc thị (纽钴禄氏), con gái của Ban sự đại thần Phúc Khắc Kinh A (福克京阿) – tổ phụ của Từ An Hoàng thái hậu.
- Trắc Phúc tấn: 
  - Trần Giai thị (陈佳氏), con gái của Hộ quân Sắc Lặc (色勒).
  - Cao Giai thị (高佳氏), con gái của Hộ quân Cao Phúc (高福).
  - Bạch Giai thị (白佳氏), con gái của Hòa Hưng (和兴).

### Hậu duệ

#### Con trai
1. Khiêm Thiện (謙善; 1839 – 1855), mẹ là Trắc Phúc tấn Trần Giai thị. Được phong làm Nhị đẳng Thị vệ[1]. Vô tự.
2. Toàn Thiện (全善; 1851 – 1851), mẹ là Trắc Phúc tấn Bạch Giai thị. Chết yểu.
3. Lãnh Thiện (冷善; 1855 – 1859), mẹ là Trắc Phúc tấn Cao Giai thị. Chết yểu.
4. Tín Thiện (信善; 1857 – 1859), mẹ là Trắc Phúc tấn Cao Giai thị. Chết yểu.

#### Con gái
1. Trưởng nữ, mẹ là Nữu Hỗ Lộc thị, được phong làm Quận chúa, gả cho Nhất đẳng Thừa ân công Cảnh Phong thuộc Phú Sát thị của Hiếu Hiền Thuần hoàng hậu.
2. Nhị nữ, mẹ là Nữu Hỗ Lộc thị, gả cho Sùng Khởi thuộc A Lỗ Đặc thị (阿鲁特), là trạng nguyên người Mông Cổ duy nhất của triều Thanh. Sinh được một con gái chính là Hiếu Triết Nghị Hoàng hậu.
3. Tam nữ, mẹ là Trần Giai thị, được phong làm Quận quân, gả cho Nhất đẳng Thừa ân công Thụy Hưng thuộc Ô Nhã thị của Hiếu Cung Nhân Hoàng hậu.

#### Con thừa tự
1. Trưng Thiện (徵善; 1853 – 1896), là con trai thứ hai của Túc Thuận – em trai ruột của ông.